# Gonolobus antennatus
Gonolobus antennatus är en oleanderväxtart som beskrevs av Rudolf Schlechter. Gonolobus antennatus ingår i släktet Gonolobus och familjen oleanderväxter. Inga underarter finns listade i Catalogue of Life.